# AppArmor
AppArmor — программный инструмент упреждающей защиты, основанный на политиках безопасности (известных также как профили), которые определяют, к каким системным ресурсам и с какими правами может получить доступ то или иное приложение. В AppArmor включён набор стандартных профилей, а также инструменты статического анализа и инструменты, основанные на обучении, позволяющие ускорить и упростить построение новых профилей.

## История
Изначально программа была разработана компанией Immunix. После её приобретения компанией Novell инструмент был открыт под лицензией GNU GPL и включён в openSUSE. Позже адаптирован для Ubuntu.
В конце лета 2008 года Рассел Кокер, один из авторов SELinux, высказал мнение, что AppArmor бесперспективен, объяснив это тем, что даже в openSUSE появляется поддержка аналогичного и более популярного решения — SELinux. Однако вскоре разработку AppArmor продолжил сотрудник Canonical, а в июле 2010 года было объявлено о том, что AppArmor войдёт в состав Linux-ядра версии 2.6.36. В мае 2013 года поддержка инструмента была внедрена в Debian 7 Wheezy.